# Quwitilla
Quwitilla (лат.) — род ос-немок (бархатных муравьёв) из подсемейства Sphaeropthalminae (триба Dasymutillini). Эндемик Южной Америки.

## Этимология
Родовое название Quwitilla происходит от слова кечуа Quwi («кролик, заяц») и общего суффикса для родов ос-немок. Имеется ввиду куи (исп. Cuy) или морская свинка, вид грызунов, типичный для Анд, принадлежащий к роду Cavia.

## Распространение
Неотропика: Чили, Эквадор и Перу.

## Описание
Длина тела около 1 см. Основная окраска чёрная со светлыми отметинами (оранжевыми, белыми или жёлтыми). Вершина головы гладкая, без бугорков или каких-либо выступов; мезонотум и диск тергита Т2 с большими пятнами густых жёлтых или оранжевых волосков. Формула шпор: 1-2-2. Имеют 6-члениковые нижнечелюстные и 4-члениковые нижнегубные щупики. Самки Quwitilla могут быть отделены от других родов американских Dasymutillini по наличию густых оранжевых или золотистых волосков на мезонотуме и тергите T2. Нет никаких уникальных признаков, которые бы отделяли их от Dasymutilla, за исключением их распространения, а следующие признаки являются общими для всех самок Quwitilla: голова лишена заднебоковых бугорков; щека лишена вентрального киля; голова, мезонотум и ноги покрыты густыми брахиплумозными оранжевыми или беловатыми волосками, скрывающими пунктировку; голенные шпоры чёрные; скутеллярная чешуя присутствует; T2 без интегументных пятен, а пигидиальная пластинка широкая, грубо скульптированная, и определена боковыми килями. Самцы Quwitilla могут быть отделены от других Dasymutillini широкими трёхзубыми мандибулами, которые резко килеваты дорсально и сильно и круто изогнуты внутрь медиально, наличник практически плоский на всем протяжении, а гениталии с парапениальной долей длиннее, чем вальва пениса в дорсальном виде.
Самка: интегумент красновато-коричневый до чёрного, скульптура в основном скрыта густой сетью, на видных местах путано пунктирована или просто пунктирована. Простые и брахиплумозные волоски присутствуют на большей части тела. Самец: интегумент чёрный, иногда с желтоватыми отметинами на метасоме, плотно и мелко фовеатно-пунктированный
до просто пунктированного, без заметных бликов.

## Классификация
Род был впервые выделен в 2019 году на основании типового вида Quwitilla blattoserica  (Kohl) и нескольких видах, перенесённых из рода Dasymutilla. Включён в трибу Dasymutillini из подсемейства Sphaeropthalminae.
- Quwitilla bellatrix  (Manley & Pitts 2007)
  - =Dasymutilla bellatrix Manley & Pitts, 2007
- Quwitilla blattoserica (Kohl, 1882) typus
  - =Mutilla blattoserica Kohl, 1882[4]
  - =Mutilla holosericea André, 1898
  - =Dasymutilla blattoserica (Kohl, 1882)
- Quwitilla peruviana  (Suárez, 1970)
  - =Dasymutilla peruviana  Suárez, 1970[5]
  - =Dasymutilla homochroma Suárez, 1970